# Unione Sportiva Cremonese 1955-1956
Questa pagina raccoglie le informazioni riguardanti l'Unione Sportiva Cremonese nelle competizioni ufficiali della stagione 1955-1956.

## Stagione
Nella stagione 1955-1956 la Cremonese ha disputato il campionato di Serie C. Si è piazzata al quarto posto, dietro Sambenedettese, Venezia e Carbosarda. Dopo quattro stagioni in grigiorosso Ercole Bodini va ad allenare i cugini del Piacenza, il presidente Arturo Soncini chiama a sostituirlo il tecnico ungherese Géza Boldizsár. La squadra viene rivoluzionata, se ne vanno dopo un buonissimo campionato i due Rossi, Guerrino alla Juventus, Adriano all'Inter, Lojodice passa al Monza. Dal Siracusa arriva il terzino Giuseppe Della Frera e tre nuovi attaccanti, Mario Castellazzi che realizzerà 9 reti, Giovanni Sperotto autore di 12 reti, ma l'ingaggio più importante si rivelerà il ventitreenne Giancarlo Magnavacca dal Milan, lascerà il segno con 21 centri. Si mette sempre più in evidenza anche il centrocampista Franco Zaglio prodotto del vivaio grigiorosso, per lui 32 partite e 4 reti. Discreto il campionato disputato dalla Cremonese, quarta in classifica con 39 punti, a cinque punti dalla coppia Sambenedettese e Venezia che salgono in Serie B.

## Rosa
| N. |                   | Ruolo | Calciatore           |
| -- | ----------------- | ----- | -------------------- |
|    | Italia (bandiera) | C     | Ermanno Alloni       |
|    | Italia (bandiera) | C     | Luigi Bicicli        |
|    | Italia (bandiera) | D     | Giampiero Bodini     |
|    | Italia (bandiera) | A     | Mario Castellazzi    |
|    | Italia (bandiera) | A     | Carlo Cinel          |
|    | Italia (bandiera) | D     | Giuseppe Della Frera |
|    | Italia (bandiera) | C     | Romano Fontana       |
|    | Italia (bandiera) | P     | Mario Ghisolfi       |
|    | Italia (bandiera) | A     | Giancarlo Magnavacca |

| N. |                   | Ruolo | Calciatore        |
| -- | ----------------- | ----- | ----------------- |
|    | Italia (bandiera) | P     | Quinzio Mariani   |
|    | Italia (bandiera) | D     | Michele Massazza  |
|    | Italia (bandiera) | C     | Fausto Monteverdi |
|    | Italia (bandiera) | D     | Carlo Prada       |
|    | Italia (bandiera) | A     | Giovanni Sperotto |
|    | Italia (bandiera) | C     | Silvano Trevisani |
|    | Italia (bandiera) | A     | Umberto Villani   |
|    | Italia (bandiera) | C     | Franco Zaglio     |
|    | Italia (bandiera) | D     | Achille Zeglioli  |

## Risultati

### Girone di andata
| Arbitro: | Adami (Roma) |

|         |           |  |
| Bey 72’ | Marcatori |  |

| Arbitro: | Ubezio (Novara) |

|                                   |           |  |
| Magnavacca 9’, 27’ Monteverdi 21’ | Marcatori |  |

| Arbitro: | Alterio (Roma) |

|                     |           |  |
| Magnavacca 46’, 63’ | Marcatori |  |

| Arbitro: | Maghernino (San Severo) |

|             |           |                     |
| Cuzzoni 35’ | Marcatori | 75’ (rig.) Sperotto |

| Arbitro: | Pisanu (Verona) |

|                |           |  |
| Monteverdi 90’ | Marcatori |  |

| Arbitro: | Bartolomei (Roma) |

|               |           |  |
| Callegari 28’ | Marcatori |  |

| Arbitro: | Fornari (Bologna) |

|  |           |           |
|  | Marcatori | 47’ Cinel |

| Arbitro: | Baldassarre (Udine) |

|  |           |            |
|  | Marcatori | 19’ Taddei |

| Arbitro: | Menchini (Udine) |

|                                    |           |              |
| Longoni 35’, 65’ Bozzetti 48’, 67’ | Marcatori | 70’ Sperotto |

| Arbitro: | Basciu (Genova) |

|                             |           |                 |
| Magnavacca 55’ Sperotto 82’ | Marcatori | 35’, 77’ Petris |

| Arbitro: | De Marchi (Pordenone) |

|           |           |                     |
| Gotti 82’ | Marcatori | 5’, 22’ Castellazzi |

| Arbitro: | Ubezio (Novara) |

|                                                     |           |           |
| Magnavacca 7’, 19’ Sperotto 56’, 88’ Monteverdi 86’ | Marcatori | 76’ Corti |

| Arbitro: | Basciu (Genova) |

|                                 |           |              |
| Bodini 59’ Castellazzi 67’, 69’ | Marcatori | 57’ Barbieri |

| Venezia 8 gennaio 1956 14ª giornata | Venezia         | 0 – 0 | Cremonese | Stadio Pierluigi Penzo\| Arbitro: \| Ubezio (Novara) \| |
| Arbitro:                            | Ubezio (Novara) |       |           |                                                         |

| Arbitro: | Tavolini (Ferrara) |

|                                                                  |           |  |
| Magnavacca 13’, 48’ Sperotto 14’, 27’ Zaglio 46’ Castellazzi 82’ | Marcatori |  |

| Arbitro: | Maghernino (San Severo) |

|                        |           |  |
| Fabris 60’ Loranzi 68’ | Marcatori |  |

| Arbitro: | Lo Bello (Siracusa) |

|                         |           |  |
| Rimbaldo 23’ Padoan 60’ | Marcatori |  |

### Girone di ritorno
| Arbitro: | Clemente (Roma) |

|  |           |             |
|  | Marcatori | 81’ Turconi |

| Arbitro: | Maghernino (San Severo) |

|                                            |           |  |
| Bicicli 27’, 53’ Bodini 66’ (aut.) Pin 72’ | Marcatori |  |

| Arbitro: | Gambarotta (Genova) |

|  |           |                 |
|  | Marcatori | 38’ Castellazzi |

| Arbitro: | Famulari (Messina) |

|                                        |           |                                   |
| Magnavacca 28’, 67’ Baggini 66’ (aut.) | Marcatori | 1’ Muzzio 32’ Bodini 89’ Sospetti |

| Arbitro: | Campagna (Palermo) |

|  |           |                |
|  | Marcatori | 28’ Magnavacca |

| Arbitro: | Babini (Ravenna) |

|                                       |           |                 |
| Magnavacca 26’, 57’, 60’ Sperotto 30’ | Marcatori | 49’, 61’ Cesaro |

| Cremona 25 marzo 1956 24ª giornata | Cremonese       | 0 – 0 | BPD Colleferro | Stadio Giovanni Zini\| Arbitro: \| Gestro (Genova) \| |
| Arbitro:                           | Gestro (Genova) |       |                |                                                       |

| Arbitro: | Campagna (Palermo) |

|  |           |              |
|  | Marcatori | 73’ Sperotto |

| Arbitro: | Alterio (Roma) |

|                          |           |                                 |
| Magnavacca 20’, 31’, 84’ | Marcatori | 28’ Negri 66’ Borghi 73’ Mungai |

| Arbitro: | Ubezio (Novara) |

|                               |           |  |
| Dozzo 2’ Farina 61’ Persi 65’ | Marcatori |  |

| Arbitro: | Rebuffo (Milano) |

|                                    |           |                       |
| Magnavacca 7’ Castellazzi 47’, 55’ | Marcatori | 18’ Duzioni 53’ Gotti |

| Arbitro: | Maghernino (San Severo) |

|                          |           |                |
| Corti 39’, 60’ Raise 49’ | Marcatori | 42’ Magnavacca |

| Arbitro: | Caputo (Napoli) |

|              |           |                                             |
| Zucchini 48’ | Marcatori | 9’, 16’ Zaglio 52’ Castellazzi 85’ Sperotto |

| Arbitro: | Bonetto (Torino) |

|                   |           |  |
| Sperotto 27’, 55’ | Marcatori |  |

| Arbitro: | De Robbio (Torre Annunziata) |

|                |           |            |
| Cimpanelli 73’ | Marcatori | 15’ Zaglio |

| Arbitro: | Annoscia (Bari) |

|               |           |             |
| Monteverdi 9’ | Marcatori | 12’ Loranzi |

| Arbitro: | Moriconi (Roma) |

|                |           |             |
| Magnavacca 72’ | Marcatori | 77’ Rizzato |